# Jean Déjeux
Jean Déjeux, né le 5 novembre 1921 à Albi et mort le 17 octobre 1993 à Paris, membre des Pères blancs, est l'auteur d'études sur la littérature française au Maghreb.

## Biographie
Jean Déjeux est ordonné prêtre chez les Pères Blancs en Tunisie en 1952.
Il est sous-officier pendant la Seconde Guerre mondiale. Il se plaira à raconter plus tard la campagne d'Italie et particulièrement la bataille de Monte Cassino.
Il exerce les fonctions de conservateur de la bibliothèque du Centre d'études diocésain d'Alger de 1966 à 1981.
En 1979, il soutient une thèse de doctorat de 3ème cycle à l'université de Strasbourg : Recherches sur la litté[rature] maghrébine, qu’Albert Memmi , membre du jury, considère d'une "information copieuse, quasi exhaustive" (Journal intime, vol II, 19 janvier 1979. Paris, CNRS éditions, 2025).
À Paris à partir de 1981, il est  chargé de cours à l'INALCO et au Centre international d'études francophones de l'université Paris 4 jusqu'à sa mort en 1993.

## Hommages
Dans le quotidien français Le Monde du 26 octobre 1993, Jean-Pierre Péroncel-Hugoz écrit : « Certes, Jean Déjeux n'était pas le seul spécialiste des plumes francophones du Maghreb, mais il était le plus ancien, le plus connu et surtout le plus disponible. […] Les universités francophones du monde entier, de Yaoundé à Sherbrooke (Québec) se disputaient l'honneur de le recevoir… »[réf. nécessaire].
Charles Bonn, qui a rédigé sa première thèse sous sa direction, fait son éloge au lendemain de sa mort (cf Notice publiée dans Hommes et Migrations, no 1171, novembre 1993).
En 2010, Ridha Bourkhis publie La rhétorique de la passion dans le texte francophone : Mélanges offerts à Jean Déjeux aux éditions L'Harmattan.

## Œuvres
- La poésie algérienne de 1830 à nos jours. Approches sociohistoriques, Paris, La Haye, Mouton, 1963
- « Bibliographie méthodique et critique de la littérature algérienne d'expression française, 1945-1970 », Revue de l'Occident musulman et de la Méditerranée, vol. 10,‎ 1971 (lire en ligne, consulté le 7 août 2016)
- Littérature maghrébine de langue française, Ottawa, Naâman, 1973[3] ;
- Les tendances depuis 1962 dans la littérature maghrébine de langue française, Alger, Centre culturel français, 1973 ;
- La littérature algérienne contemporaine, Paris, Presses universitaires de France, coll. « Que sais-je ? » no 1604, 1975 ;
- Mohamed Dihb, écrivain algérien, Sherbrooke, Naâman, 1978 ;
- Bibliographie de la littérature « algérienne » des Français, Paris, CNRS, coll. « Les cahiers du CRESM », no 7, 1978 ;
- Bibliographie méthodique et critique de la littérature algérienne de langue française : 1945-1977, Alger, Sned, 1981 ;
- Jeunes poètes algériens, Paris, Éditions Saint-Germain-des-Prés, 1981 ;
- Situation de la littérature maghrébine de langue française, Alger, Office des publications universitaires (OPU), 1982 ;
- Assia Djebar, romancière algérienne, cinéaste arabe, Sherbrooke, Naâman, 1984 ;
- Poètes tunisiens de langue française, Paris, Karthala, 1984 ;
- Dictionnaire des auteurs maghrébins de langue française, Paris, Karthala, 1984 - mention spéciale du prix Georges Pompidou en 1984 ;
- Poètes marocains de langue française, Paris, Saint-Germain-des-Prés, 1985 ;
- Le sentiment religieux dans la littérature maghrébine de langue française, Paris, L'Harmattan, 1986 ;
- Femmes d'Algérie : Légendes, traditions, histoire, littérature, Paris, La Boîte à documents, 1987 ;
- Image de l'étrangère : Unions mixtes franco-maghrébines, Paris, La Boîte à documents, 1989 ;
- La littérature maghrébine d'expression française, Paris, Presses universitaires de France, coll. « Que sais-je ? » no 2675, 1992 ;
- Maghreb : Littératures de langue française, Paris, Arcantère, 1993